# Janin Lindenberg
Janin March, z domu Lindenberg (ur. 20 stycznia 1987 w Berlinie) – niemiecka lekkoatletka specjalizująca się w długich biegach sprinterskich, wicemistrzyni Europy z Barcelony (2010) w sztafecie 4 × 400 metrów.
W 2015 ogłosiła zakończenie kariery sportowej. Pracuje jako policjantka.

## Sukcesy sportowe
- mistrzyni Niemiec w biegu na 400 metrów – 2010[2]
- dwukrotna mistrzyni Niemiec juniorek w biegu na 400 m – 2005, 2006
- halowa mistrzyni Niemiec juniorek w biegu na 400 m – 2006
- 2005 – Kowno, mistrzostwa Europy juniorów – srebrny medal w sztafecie 4 × 400 m
- 2009 – Kowno, młodzieżowe mistrzostwa Europy – srebrny medal w sztafecie 4 × 400 m
- 2010 – Barcelona, mistrzostwa Europy – srebrny medal w sztafecie 4 × 400 m

W 2012 reprezentowała Niemcy na igrzyskach olimpijskich w Londynie, na których, wraz z koleżankami z reprezentacji, odpadła w eliminacjach sztafety 4 × 400 metrów.

## Rekordy życiowe
- bieg na 300 metrów – 37,25 – Pliezhausen 22/05/2011
- bieg na 400 metrów – 51,97 – Ratyzbona 04/06/2011
- bieg na 400 metrów (hala) – 52,26 – Lipsk 26/02/2011